# Sava Paşa
Sava Paşa (griechisch Ιωάννης Σάββας Πασάς Ioánnis Sávvas Pasás, * 1832 in Yanya, Osmanisches Reich; † 1904) war ein osmanischer Staatsmann und Arzt griechischer Herkunft und christlichen Glaubens.

## Leben
Sava Paşa wurde als Sohn des Arztes Sava Efendi aus Yanya (heute Ioannina, Griechenland) geboren und schloss die Großherrliche Medizinschule Mekteb-i Tıbbiye-i Şahane ab. Zwischen 1870 und 1875 war er der Mutessarif (Lokalgouverneur) von İsfahya (Kreta). Am 27. Mai 1874 wurde er Direktor der Mekteb-i Sultani in Istanbul.
Vom Februar 1877 bis zum Mai 1878 war er Gouverneur des Vilâyet Cezayir, zwischen Juni und Dezember 1878 war er Gouverneur von Ostrumelien. Im gleichen Jahr wurde er im Dezember Minister für Wohnungsbau des Osmanischen Reiches und ihm der Titel Pascha verliehen. Im Oktober 1879 wurde er Außenminister, nachdem er dieses Amt bis zum Juli 1880 ausübte, wurde er erneut Wohnungsbauminister. Zwischen Juni 1885 und Januar 1887 war er Gouverneur von Kreta. Ab 1889 lebte er in Neuilly-sur-Marne und starb 1904.

## Werke
- Etude sur la theorie du droit musulman (französisch).
  - Sava Paşa: İslam Hukuku Nazariyatı Hakkında Bir Etüd. Kitabevi Yayınları (türkische Übersetzung des Werkes).
- Le tribunal musulman Paris 1902 (französisch).
- Le droit musulman explique Paris 1896 (französisch).